# مونتی برمن
مونتی برمن (انگلیسی: Monty Berman؛ ۱۶ اوت ۱۹۱۳ – ۱۴ ژوئن ۲۰۰۶) یک فیلم‌بردار و تهیه‌کننده اهل بریتانیا بود.
وی تهیه‌کننده فیلم‌هایی همچون اختلاس، محاصره خیابان سیدنی و جک قاتل بوده است.